# William L. Marcy
William L. Marcy (n. 12 decembrie 1786, Southbridhe, Massachusetts, SUA - d. 4 iulie 1857, Ballston Spa, New York) a fost un politician american, Secretar de Stat al Statelor Unite între 1853 și 1857.